# Terňa
Terňa je obec na Slovensku v okrese Prešov v Prešovském kraji. Žije v ní přibližně 1 300 obyvatel.

## Historie
Podle archeologických nálezů bylo území osídleno v neolitu. První písemná zmínka o Terně pochází z roku 1259, kdy byla vesnice uvedena jako Therne a náležela ke hradu Šariš. V roce 1948 byly k obci přičleněny bývalé samostatné obce Babin Potok (do roku 1948 Balpotok) a Hradisko.

## Přírodní poměry
Obec se nachází v regionu Šariš. Leží v Šarišské vrchovině v údolí potoka Ternianka. Katastr obce leží na rozhraní tří geomorfologických celků: Spišsko-šarišského mezihoří, Beskydského předhůří a Ondavské vrchoviny, v těsné blízkosti Čergova, kde se nachází místní část Hradisko. Nejnižší bod obce v nadmořské výšce 320 metrů se nachází v místech, kde potok opouští správní území obce. Nejvyšší bod je v části Hradisko v nadmořské výšce 1030 metrů.

## Pamětihodnosti
- V lokalitě Hradisko se dochovaly pozůstatky slovanského hradiště z 10. až 12. století.[8] Na vrchu Hrádok v archeologické lokalitě jsou zříceniny hradu z 13. století.[9]
- Římskokatolický farní kostel svaté Kateřiny Alexandrijské původně gotický s renezančním kněžištěm byl v roce 1736 opraven a rozšířeno jižní boční kapli. V roce 1948 byly provedeny přístavby k věži a boční kapli. Kostel je jednolodní zděná orientovaná stavba s polygonálním závěrem kněžiště, přistavěnou sakristií a jižní obdélnou otevřenou přístavbou půlkruhově ukončenou. Kněžiště je klenuté křížovou klenbou s lunetami, barokní kaple má valenou klenbu.[10]
- Řeckokatolický chrám Nanebevzetí Panny Marie z konce 18. století, postavený v barokně klasicistním slohu v části obce Hradisko. Je jednolodní zděná orientovaná stavba s půlkruhovým závěrem a představenou hranolovou věží v západním průčelí.[11]
- Klasicistní kúria z první poloviny 19. století. Přízemní stavba se sloupovým portikem s ukončeným trojúhelníkovým frontonem.[12]
- Renesanční zámek z počátku 17. století, přestavěný v druhé polovině 18. století do rokokové podoby. Dvojpodlažní stavba s rizalitem rokokového schodiště.[13]